# طيفكان (سياهو)
طیفکان (بالفارسية: طیفکان) هي قرية تقع في إيران في قسم سياهو الريفي. يقدر عدد سكانها بـ 147 نسمة بحسب إحصاء 2016.